# Diane Schuur
Diane Schuur es una cantante y pianista estadounidense de jazz, nacida el 10 de diciembre de 1953 en el estado de Washington.  

## Biografía
Ciega de nacimiento por complicaciones en el hospital, Diane Schuur creció en Auburn, Washington, donde su padre trabajaba como policía. Apodada Deedles desde niña, Schuur descubrió el mundo del jazz a través de su progenitor, que tocaba el piano, y de su madre, que poseía una formidable colección de discos de Duke Ellington y Dinah Washington. Gracias a su oído priviegiado (Schuur posee oído perfecto), comenzó a tocar el piano de forma autodidacta hasta que con tan sólo 10 años dio su primer concierto, en un hotel de Tacoma. Shuur ingresa entonces en el Washington State School for the Blind, una institución para ciegos donde permanece hasta los 11 años. Poco después ya disponía de una buena colección de vinilos de Dinah Washington, su más importante inspiración.
En 1971 graba su primer single, un tema country titulado "Dear Mommy and Daddy", y tras su paso por la High School se centra en el mundo del jazz y efectúa algunas giras por el noroeste del país. En 1975 aparece con el grupo del baterista Ed Shaughnessy en el Monterey Jazz Festival, y Stan Getz -presente en el público- la invita a participar en un concierto en la Casa Blanca. En 1984, tras firmar con el sello GRP Records edita su primer álbum titulado Deedles.
Durante los 13 años siguientes, Schuur graba 11 álbumes para GRP, incluyendo Timeless (1986) y Diane Schuur and The Count Basie Orchestra (1987), ambos premiados con un Grammy. En 2000, tras haber editado un único álbum para Atlantic un año antes, firma con Concord Records, que edita su Friends For Schuur. A partir de entonces, inicia una serie de proyectos en colaboración: Swingin’ For Schuur (2001) con el trompetista Maynard Ferguson, Midnight (2003) con Barry Manilow y Fire (2005) con The Caribbean Jazz Project. En Some Other Time (2008) Shuur interpreta temas clásicos de George e Ira Gershwin, Irving Berlin y otros compositores de standards.

## Estilo y valoración
A menudo en la periferia del jazz, la crítica ha dicho de Diane Schuur que tiene el potencial para llegar a estar entre las más importantes cantantes de jazz aunque su repertorio incluya una buena dosis de temas pop. Su tendencia natural a abusar del registro agudo ha ido moderándose con el tiempo, y hoy se la considera una cantante muy capaz, aunque sus discos tiendan a ejercer un impacto relativo sobre las audiencias de jazz. El talento natural de Diane Schuur ha conseguido en Europa un reconocimiento mayor que el que ha cosechado en su propio país, donde parece incapaz de codearse con los grandes nombres del jazz.

## Discografía
| Año  | Título                                   | Género      | Sello          |  |
| ---- | ---------------------------------------- | ----------- | -------------- |  |
| 2008 | Some Other Time                          | Jazz        | Concord        |  |
| 2006 | Diane Schuur: Live in London             | Jazz        | GR2 Classics   |  |
| 2005 | Schuur Fire                              | Jazz        | Concord        |  |
| 2003 | Midnight                                 | Jazz, Pop   | Concord        |  |
| 2001 | Swingin' for Schuur con Maynard Ferguson | Jazz        | Concord        |  |
| 2000 | Friends for Schuur                       | Jazz        | Concord        |  |
| 1999 | Music Is My Life                         | Jazz        | Atlantic / Wea |  |
| 1997 | The Best of Diane Schuur                 | Jazz        | GRP            |  |
| 1997 | Blues for Schuur                         | Blues, Jazz | GRP            |  |
| 1994 | Heart to Heart con B. B. King            | Jazz        | GRP            |  |
| 1993 | Love Songs                               | Jazz        | GRP            |  |
| 1992 | In Tribute                               | Jazz        | GRP            |  |
| 1991 | Pure Schuur                              | Jazz        | GRP            |  |
| 1989 | Diane Schuur Collection                  | Jazz        | GRP            |  |
| 1988 | A GRP Christmas Collection               | Gospel      | GRP            |  |
| 1988 | Talkin' 'bout You                        | Jazz        | GRP            |  |
| 1987 | Diane Schuur & the Count Basie Orchestra | Jazz        | GRP            |  |
| 1986 | Timeless                                 | Jazz        | GRP            |  |
| 1985 | Schuur Thing                             | Jazz        | GRP            |  |
| 1984 | Deedles                                  | Jazz        | Digital Master |  |

## Nominaciones y premiosGrammy
| Premios Grammy |                                      |                                            |        |       |           |
| Año            | Categoría                            | Título                                     | Género | Sello | Resultado |
| 1993           | Traditional Pop Performance          | Love Songs                                 | Pop    | GRP   | Nominada  |
| 1991           | Traditional Pop Performance          | Pure Schuur                                | Pop    | GRP   | Nominada  |
| 1989           | Best Jazz Vocal Performance - Female | The Christmas Song                         | Jazz   | GRP   | Nominada  |
| 1987           | Best Jazz Vocal Performance - Female | Diane Schuur and the Count Basie Orchestra | Jazz   | GRP   | Vencedora |
| 1986           | Best Jazz Vocal Performance - Female | Timeless                                   | Jazz   | GRP   | Vencedora |